# إغوانة غواتيمالية
إغوانة غواتيمالية (الاسم العلمي: Ctenosaura palearis) (بالإنجليزية: Guatemalan spinytail iguana)‏ هي نوع من الزواحف تتبع جنس الإغوانة شائكة الذيل من الفصيلة الإغوانية.